# 内海みかん
内海みかん（うつみみかん）は、かつて愛知県知多郡南知多町内海に存在したウンシュウミカンのブランド。
尾張国知多郡内海町（現・愛知県知多郡南知多町内海）では江戸時代末期からみかんが栽培され、戦後の愛知県においては蒲郡市の蒲郡みかんと並ぶ一大産地であったが、全国的な生産量の増加などによって衰退した。商業的な生産を行っていた地域としては愛知県で最も古いみかん産地とされる。また、早くからみかん狩りを行っていたことも特色とされる。
今日の南知多町内海にもみかん生産農家があり、観光農園でのみかん狩りなども行われている。2014年（平成26年）3月20日には南知多町で「南知多もぎたてみかん酒及び知多産の日本酒で乾杯を推進する条例」が制定され、再びブランド化が取り組まれている。

## 気候
1960年（昭和35年）時点で、知多郡内海町の年平均気温は摂氏15.3度、最寒月の最低平均気温は摂氏1.5度だった。知多半島は強風が吹く地域であり、内海町の年平均暴風日数は14.6日だった。一年を通じて北風または北西風が卓越し、半島南部においては夏季に南風または南東風が卓越する。

## 歴史

### みかん栽培の開始
知多半島は痩せた丘陵性の土地からなり、江戸時代においては農業生産性の低い土地だった。
弘化元年（1844年）、尾張国知多郡利屋村（とぎやむら、現・愛知県知多郡南知多町内海）の庄屋である大岩金十郎（4代目大岩金右衛門、おおいわきんうえもん）は、紀伊国から持ち込んだ50本のウンシュウミカンの苗木を2畝28歩（約3アール）と1反5畝23歩（約16アール）の畑に植えた。三河国幡豆郡から購入したともいわれる。安政元年（1854年）には厄年の記念に山林を開拓し、さらに3反6畝10歩（約36アール）の畑にウンシュウミカンの苗木を植えた。村民からは「みかん狂庄屋」と蔑まれ、暴風などで畑が壊滅するなどの被害もあった。
大岩金十郎はみかんの栽培に関する研究を重ね、栽培方法の工夫、病害虫の駆除、防風林の設置などを行った。やがて高品質のみかんが生産できるようになり、内海みかんという名称も生まれた。大岩金十郎は村人に栽培方法を指導したり、他地域にも栽培を奨励するなどした結果、知多郡の各地でみかん栽培がおこなわれるようになった。大岩金十郎は5代目大岩金右衛門と共同で事業を行っていたが、5代目は44歳で病死した。

### みかん栽培の発展

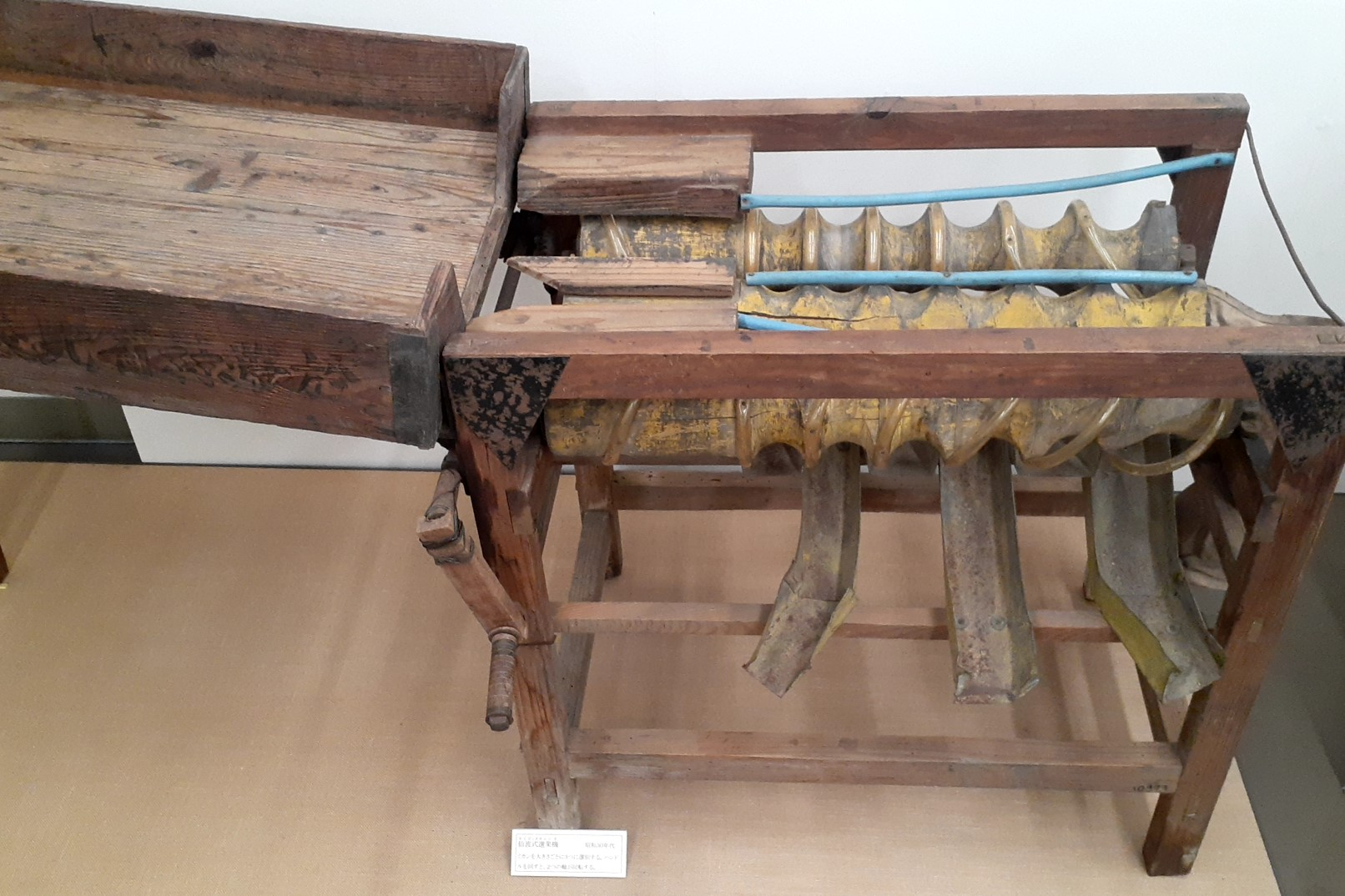
ウンシュウミカンの選果機

1870年（明治3年）生まれの6代目大岩金右衛門が16歳で家業を継いだ。6代目は17歳の時に問屋への販路を開拓し、肥料や貯蔵法の研究を重ねて改良に務めた。1903年（明治36年）には随意契約販売から競争入札販売に移行し、1908年（明治41年）には利屋集落の共同販売とするなど、農家全体の利益につながるように努め、1911年（明治44年）には産業組合の有限責任利屋信用購買販売組合を設立している。これらの販売体制は愛知県におけるみかんの共同販売の先駆けとされる。
明治末期頃には内海町におけるみかん栽培が大きく発展した。6代目は柑橘栽培の功労によって、1906年（明治39年）12月には愛知県知事から木杯を下賜され、1907年（明治40年）12月には大日本農会総裁から功績を表彰された。1915年（大正4年）、大正天皇御大典の際には大岩みかん園が宮内庁に対して400個のみかんを献上した。

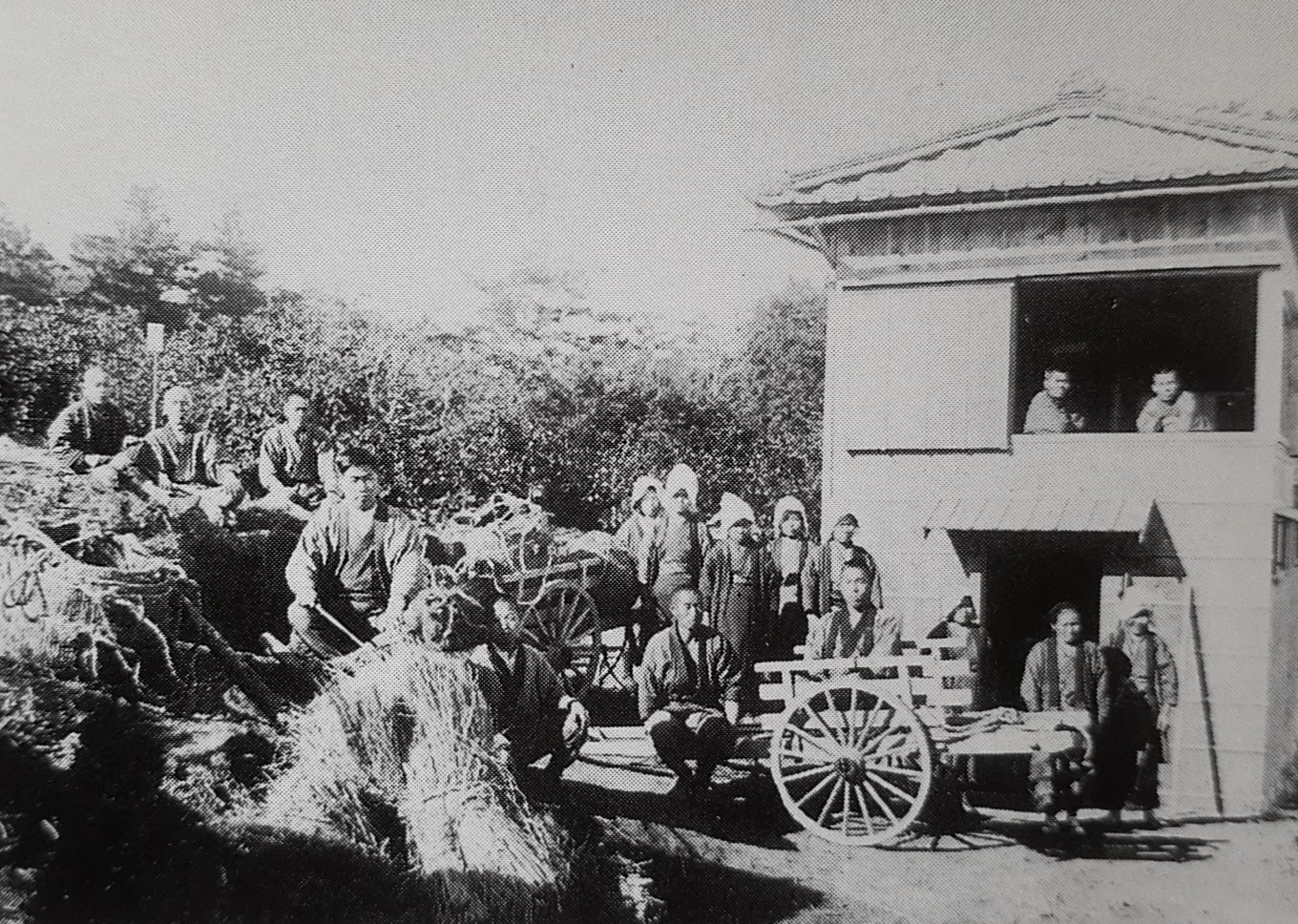
1915年頃の大岩みかん園とみかん倉庫

1886年（明治19年）10月17日には後に7代目大岩金右衛門となる人物が生まれ、大岩家に婿養子に入って7代目を襲名した。愛知県農事試験場は1900年（明治33年）から果樹の試験研究を行っていたが、7代目が果樹試験地を内海町に誘致した結果、1933年（昭和8年）には内海町に果樹試験地が新設された。1930年（昭和5年）以後の昭和恐慌の際には、多くの農家が養蚕業からみかん栽培に切り替え、山林を開拓して果樹園としたり、桑畑にみかんを混植したり、桑畑を果樹園に転換するなどした。1929年（昭和4年）時点の内海町には147町歩の桑畑があったが、1955年（昭和30年）には2.4町歩にまで減少している。
1941年（昭和16年）には太平洋戦争開戦と同時に農業生産統制令が施行され、重要農産物ではないみかんの作付は大きく制限されることとなった。果樹試験地での研究は細々と行われていたが、1943年（昭和18年）には研究も中止された。戦後の1947年（昭和22年）には西春日井郡清洲町に愛知県園芸試験場が独立し、内海試験地は愛知県園芸試験場の配下となった。

### 戦後の動向

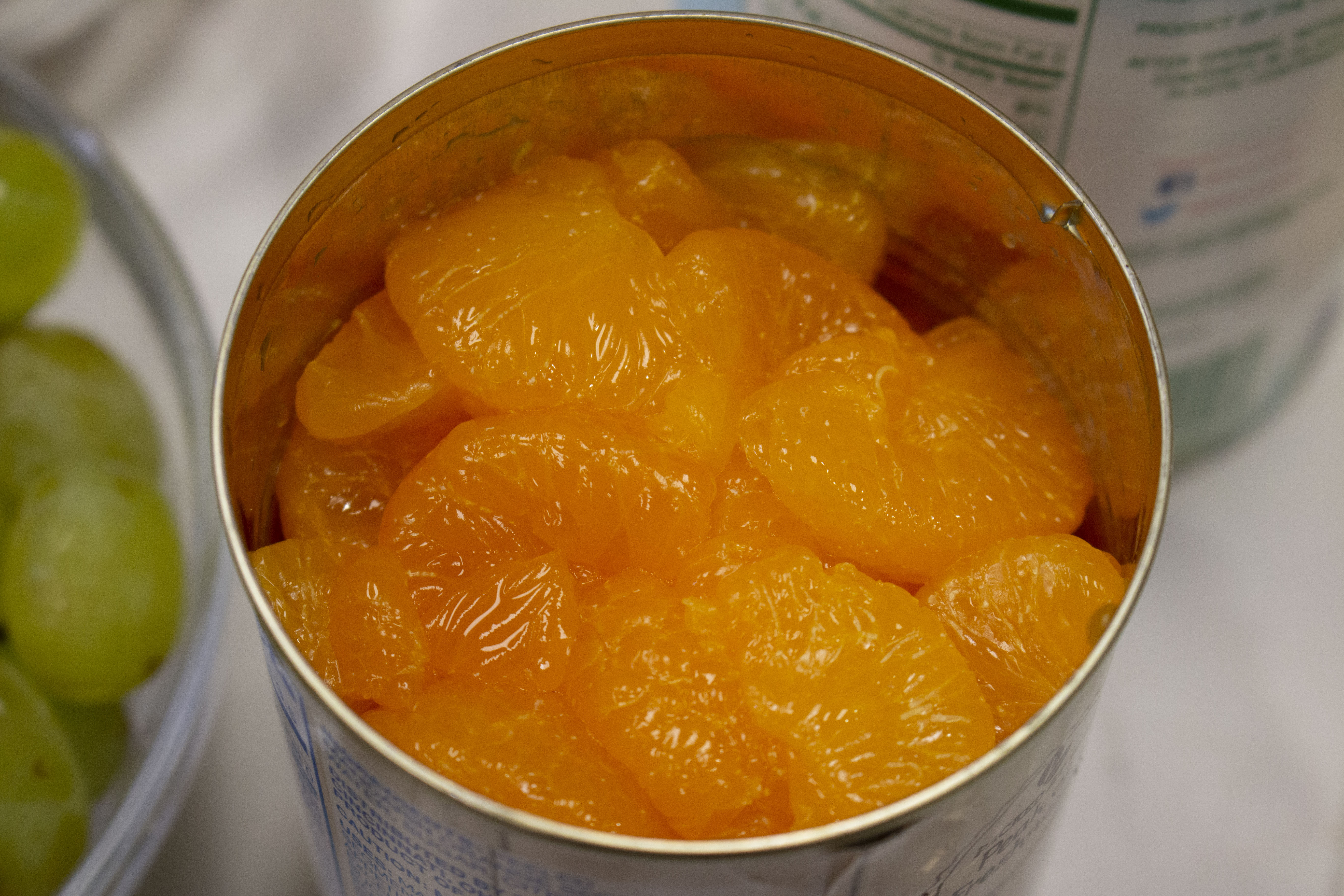
みかん缶詰

7代目大岩金右衛門はウンシュウミカンの品種改良を重ね、1946年（昭和21年）には「大岩5号」を生み出した。「大岩5号」は樹勢の強さや枝葉の直立性、扁球形の形状や150グラム内外の重量、長期貯蔵に耐えうることなどが特徴であり、12月頃に収穫した上で翌年5月頃まで計画的に出荷することができた。収穫してしばらくは酸味が強いが、2月から3月まで貯蔵すると甘みが増す特徴を有していた。また、身の強さから缶詰にも適しているとされた。1963年（昭和38年）時点では、蒲郡市（蒲郡みかん）で生産されるウンシュウミカンの大半も「大岩5号」だった。
戦後の内海みかんは戦前を上回る発展を見せた。1948年（昭和23年）12月には内海農協にみかん缶詰工場が設置された。1963年（昭和38年）時点で、内海農協は8万ダースの缶詰をアメリカ合衆国やイギリスに輸出していたが、輸出不振などの問題から同年に閉鎖されている。1952年（昭和27年）には内海農協に柑橘出荷場が設置された。1956年（昭和31年）、内海町果樹振興会によって愛知県農業総合試験場内海圃場に石碑「大岩金右衛門氏代々頌徳」が建立された。1959年（昭和34年）3月23日、7代目は72歳で死去した。
1955年（昭和30年）の農林統計調査事務所調査によると、内海町のウンシュウミカン栽培面積は2220反であり、知多半島のウンシュウミカン栽培面積は6370反だった。ウンシュウミカンの他にはナツミカン、ネーブルオレンジなども栽培されていた。1960年（昭和35年）時点で、70%から80%は名古屋市の市場に出荷され、その他には岐阜県、三重県、名古屋市以外の愛知県に出荷されていた。1960年（昭和35年）時点の知多半島においてみかんの生産量が多い集落には、内海町利屋地区、上野町寺中地区などがあった。1966年（昭和41年）には愛知園芸連が事業主体となって内海共同選果場が建設され、共同集荷・選果・出荷が行われるようになった。内海みかんは収穫時期の早さ、甘みの強さ、光沢の良さの3つを特色としていた。

### みかん栽培の衰退
1961年（昭和36年）に果樹農業振興特別措置法が制定されると、特に西日本各地に大規模なウンシュウミカン産地が生まれ、昭和40年代中頃には新植されたウンシュウミカンが結実した。1972年（昭和47年）には全国的な大豊作で価格が暴落し、その後も生産過剰と価格の下落が続いた。
1961年（昭和36年）10月には農業用水である愛知用水が知多半島に通水し、南知多町の農業が飛躍的に進展している。南知多町におけるウンシュウミカンの作付面積は1973年（昭和48年）の405ヘクタールがピークであり、その後は耕作放棄や他の農作物への転換が進んだ。1975年度（昭和50年度）から1983年度（昭和58年度）にかけて行われた愛知県営ほ場整備事業、1976年度（昭和51年度）から1994年度（平成4年度）にかけて行われた国営農地開発事業などの結果、南知多町の農地自体は大きく増大している。

## みかん狩り
1950年（昭和25年）、内海町打越の永昌寺の阪野鉄城住職は、みかん狩りの観光需要の可能性に気づき、名古屋鉄道株式会社、知多乗合株式会社、内海旅館組合などの協力も得てみかん狩りを始めた。阪野鉄城は「内海みかん狩り創始者」とされている。1年目の1950年（昭和25年）は約500人の入園者にとどまったが、2年目の1951年（昭和26年）には2500人、5年目の1954年（昭和29年）には1万人の入園者を集めた。
当初は永昌寺のみかん園のみでみかん狩りを行っていたが、中日新聞社、内海町観光協会、農協なども参加して規模が拡大すると、内海町の各地域でみかん狩りが行われるようになった。1953年（昭和28年）からは毎年11月3日に内海みかん祭りが開催されるようになり、1954年（昭和29年）からはミス内海とミスみかんの選出も開始した。
その後は隣接する美浜町でもみかん狩りが行われるようになり、1967年（昭和42年）時点では南知多町と美浜町を合わせて10万人の入園者があった。南知多町におけるみかん狩りの入園者数は1970年（昭和45年）の9万3000人がピークであり、その後は緩やかに減少していったが、1988年（昭和63年）時点でも3万1000人を数えていた。